# Nuevo milenio
El Nuevo Milenio (también denominado 'Y2K') fue el término utilizado en la década de 1990 para describir la llegada del siglo XXI y el III milenio, que popularmente se dijo comenzó en el año 2000, pero que en realidad comenzó en el año 2001. El término fue especialmente utilizado en la década del 2000, especialmente a comienzos del 2000 para referirse a la época actual.